# ロズロリムパブ
ロズロリムパブ（Rozrolimupab）は、25個のRhD（D抗原）ヒト抗体を含む組換え抗体混合物であり、免疫性血小板減少性紫斑病（ITP）の治療および新生児溶血性疾患（HDN）の予防を目的として、開発を進められている治験薬である。    

## 臨床試験
第2相試験の結果は有望なものであった。本試験は、米国、欧州、アジアの41施設で実施され、1回の点滴静注による効果的な投与量が検討された。61名の患者を対象とした本試験では、ロズロリムパブのITPおよびHDNに対する有効性と、安全性および忍容性が評価された。主な副作用は、軽度から中等度の頭痛、発熱、悪寒、倦怠感などであった。本試験では、本薬の投与により、血液中の血小板の反応が見られ、反応期間の中央値は約2.5日、平均反応期間は14日であった。

## ITPおよびHDN治療の現状
現在の血液由来の治療法は成功しているが、ドナー集団に依存している事が問題となっている。工業的に生産された抗体混合物であるロズロリムパブはこの問題を解決出来、将来的に有望である。

## 参考資料
1. ↑  “KEGG DRUG: ロズロリムパブ”. www.genome.jp. 2021年9月16日閲覧。
2. 1 2 3  “Symphogen Rozrolimupab”. 2013年5月13日時点のオリジナルよりアーカイブ。2013年12月11日閲覧。
3. ↑  “Symphogen Pressroom”. 2013年12月11日時点のオリジナルよりアーカイブ。2013年12月11日閲覧。